# Finkenfeld
Koordinaten: 52° 26′ 56″ N, 7° 40′ 18″ O

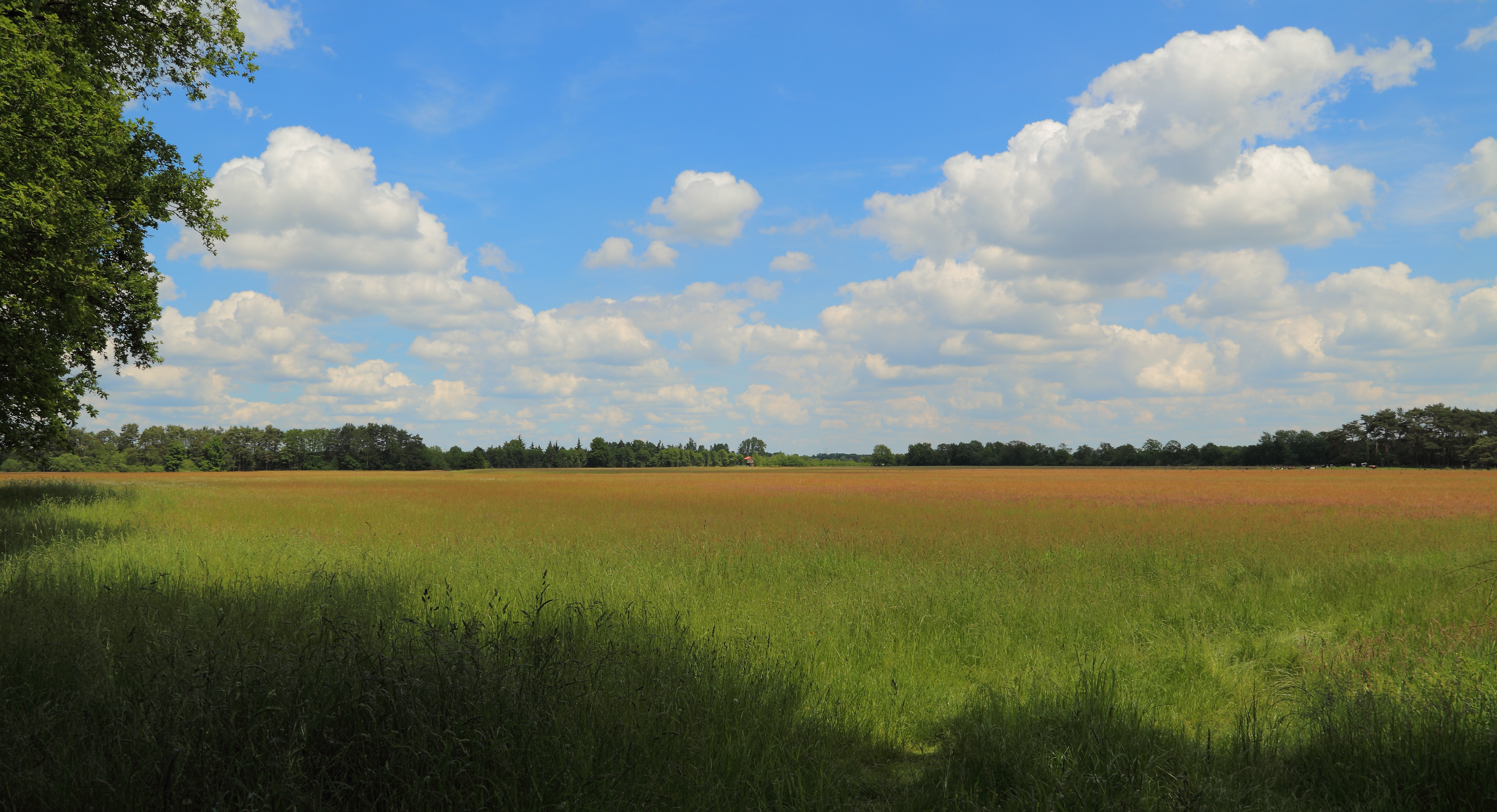
Naturschutzgebiet Finkenfeld (Mai 2014)

Das Naturschutzgebiet Finkenfeld liegt auf dem Gebiet der Gemeinde Hopsten im Kreis Steinfurt in Nordrhein-Westfalen. Das Gebiet erstreckt sich nordöstlich des Kernortes Hopsten und östlich von Schale, einem Ortsteil von Hopsten. Am nördlichen und östlichen Rand verläuft die Landesgrenze zu Niedersachsen.

## Bedeutung
Für Hopsten ist seit 1988 ein 194,75 ha großes Gebiet unter der Kenn-Nummer ST-010 als Naturschutzgebiet ausgewiesen. Das aus drei Teilflächen bestehende Gebiet wurde unter Schutz gestellt zur Erhaltung, Entwicklung und Wiederherstellung von Lebensgemeinschaften und Biotopen, insbesondere von Pflanzen und Pflanzengesellschaften sowie seltenen und z. T. stark gefährdeten landschaftsraumtypischen Pflanzen- und Tierarten in einem großflächigen Grünlandkomplex unterschiedlicher Ausprägung mit eingebetteten Flachwassermulden und Kleingewässern und Vorkommen von seltenen, zum Teil stark gefährdeten Wat- und Wiesenvögeln, Amphibien und Wirbellosen.